# Pitof
Pitof (París, 4 de julio de 1956), cuyo nombre real es Jean Christophe Comar, es un director de cine y efectos especiales francés, reconocido principalmente por haber dirigido el filme de 2004 Catwoman.

## Carrera
Se destaca su trabajo como director de segunda unidad en Alien: Resurrección y como encargado de efectos especiales en Juana de Arco, de Luc Besson, y Asterix y Obelix contra César. Su ópera prima como director fue Vidocq (2001), a la que le siguió Catwoman (2004), cinta que ganó el premio Razzie a peor película y que fue muy mal recibida por el público y la crítica. En 2009 inició un proyecto policial, Only in New York, en el que iba a dirigir a Jim Caviezel, pero que terminó cancelándose.

## Filmografía como director
- Vidocq (2001)
- Catwoman (2004)
- Fire and Ice (2008) - telefilme (Acreditado como Jean Christophe Comar)